# 群斑带花金龟
群斑带花金龟（学名：Taeniodera coomani），金龟科花金龟亚科带花金龟属的一种，分布于越南及中国南方等地区。
本种2023年被收录入中国《有重要生态、科学、社会价值的陆生野生动物名录》。

## 形态特征
群斑带花金龟体型宽大，颜色华丽。身体为黑色具黄色和黑色斑纹。鞘翅黄色，具黑斑。